# Fox Lake (hrabstwo Dodge)
Fox Lake – miejscowość w Stanach Zjednoczonych, w stanie Wisconsin, w hrabstwie Dodge.